# Tolkningar av kvantmekaniken
Tolkningar av kvantmekaniken innefattar de tolkningar av vad kvantmekaniken innebär. Även om kvantfysiken har prövats i ett stort antal experiment, finns fortfarande ett antal anomalier och paradoxer som gör den svår att kombinera med sunt förnuft.
Kvantfysik ger en matematisk bild av naturen som inte står i samklang med den klassiskt matematiska bilden av naturen. Fysikaliska system som är mycket små uppvisar förbryllande egenskaper som inte har någon motsvarighet i större fysikaliska system. Ett exempel på ett dylikt fenomen är tunnling, varvid en partikel kan befinna sig i ett, enligt klassisk fysik, förbjudet tillstånd. 
Bakgrunden till de besynnerliga fenomen i kvantmekaniken är att naturen, i dessa skalor, beskrivs enligt en sannolikhetsfördelning av olika fysikaliska tillstånd. Schrödingerekvationen ger (vid komplexkonjugering) en sannolikhetsfördelning för de olika tillstånd som ett system kan befinna sig i. Innan en mätning sker kan vi inte uttala oss om vilket tillstånd systemet befinner sig i - bara sannolikheten att finna systemet i respektive av de tillåtna tillstånden, så kallat väntevärde. Vid en mätning av ett specifikt system erhålls, som resultat av mätningen, endast ett av dessa möjliga tillstånd. 
Som exempel kan vi ta platsbestämning av en elektron i ett givet ögonblick. Man uttrycker ibland saken så, att elektronen inte har någon bestämd position före mätningen, men får en position genom mätningen. Det kallas för att sannolikhetsfördelningen kollapsar. All sannolikhet hamnar i en punkt, nämligen den där elektronen hittades.

## Exempel på tolkningar

### Köpenhamnstolkningen
Under utvecklingen av kvantmekaniken under 1920- och 1930-talet diskuterades ämnet flitigt. Den tolkning som vann flest sympatisörer stod Niels Bohr för. Denna pragmatiska tolkning av kvantmekaniken kallas Köpenhamnstolkningen. Essensen i Köpenhamnstolkningen är, något förenklat, att inget kan sägas om (kvant)fysikaliska system förrän en mätning gjorts.

### Dolda variabler
En tolkning som bland annat förespråkats av Albert Einstein är att en vågfunktion inte räcker för att beskriva ett system, utan det behövs en eller flera dolda variabler. Denna typ av tolkning är dock inte konsistent med Bells teorem såvida den inte överger lokalitetsprincipen.

### Flervärldstolkningen
Flera andra tolkningar finns, bland annat Hugh Everetts flervärldstolkning. I denna tolkning sägs varje tänkbart fall vid en mätning realiseras. Men vid varje mätningstillfälle delar sig universum i lika många delar som antalet tänkbara utfall vid mätningen.
Idag förekommer intensiv forskning för att framställa makroskopiska kvantsystem för att bland annat utvidga en fundamental förståelse av kvantmekanik.